# Гі Бонне
Гі Бонне (фр. Guy Bonnet; 12 травня 1945 — 8 січня 2024) — французький письменник, композитор і співак. Написав слова та музику для «La Source», французького учасника пісенного конкурсу Євробачення 1968 року у виконанні Ізабель Обре. У 1970 році він сам брав участь у конкурсі від Франції, де «Марі-Бланш» посіла четверте місце з дванадцяти конкурсантів; він повторив цей досвід у 1983 році з «Vivre», посівши восьме місце з двадцяти.
Бонне писав і складав пісні для різних виконавців, зокрема Мірей Матьє, Сільві Вартан, Франка Фернанделя та Massilia Sound System. Він також написав сучасну пастораль «La Pastorale des infants de Provence».
Бонне помер 8 січня 2024 року у віці 78 років.